# Kuniwo Nakamura
Kuniwo Nakamura (中村國雄 Nakamura Kunio?) (Peleliu, 24 de noviembre de 1943-Koror, 14 de octubre de 2020) fue un político paluano, presidente de Palaos desde 1993 hasta 2001. Durante su mandato, Palaos se convirtió en un estado independiente a través de un tratado de libre asociación con Estados Unidos.

## Biografía
Kuniwo era hijo de un inmigrante japonés originario de la prefectura de Mie y de la hija de un jefe tribal palauano de Peleliu, en el seno de una familia numerosa. Pasó su infancia en Palaos, completó la educación secundaria en un instituto de Guam y después se matriculó en la Universidad de Hawái. Cuando regresó de los Estados Unidos estuvo trabajando un tiempo como maestro de escuela.
En 1971, cuando tenía 28 años, se convirtió en el político más joven en ser elegido para el Congreso de Micronesia. Posteriormente trabajó en el redactado de la constitución de Palaos, que había rechazado unirse a los Estados Federados de Micronesia en 1979 para negociar la independencia mediante un tratado de libre asociación con Estados Unidos.
En las elecciones generales de 1988, Nakamura venció la votación para la vicepresidencia con el 62 % de los sufragios. Su labor en el gobierno presidido por Ngiratkel Etpison estuvo centrada en negociar los términos del tratado de libre adhesión; aunque se llegó a un acuerdo en 1989, no salió adelante porque obtuvo un 60 % de votos favorables frente al mínimo del 75 % que marcaba la constitución. Por esta razón, en 1992 se impulsó una reforma constitucional para rebajar el límite al 50 % de votos favorables.
Después de cuatro años como vicepresidente, Nakamura venció las elecciones presidenciales de 1992 en segunda vuelta con el 50,7 % de los sufragios. Bajo su mandato, Palaos ratificó el tratado de libre adhesión y se convirtió en un estado independiente en 1994, reconocido con su ingreso en la Organización de Naciones Unidas. A nivel doméstico tuvo que gestionar la crisis provocada por el derrumbe del puente de Koror en 1996, que dejó a la capital aislada del aeropuerto internacional; la construcción de una autopista en Babeldaob, y la reducción de la deuda externa. Después de que el puente fuese reconstruido con fondos aportados por el gobierno japonés, la economía de Palaos experimentó un notable crecimiento. 
Volvió a presentarse en las elecciones generales de 1996 y salió reelegido en balotaje con el 64 % de los votos, frente al 36 % de su rival Yutaka Gibbons. Al término de su mandato en el 2000, rechazó presentarse por tercera vez y apoyó la elección del vicepresidente Thomas Remengesau, Jr..
Falleció el 14 de octubre de 2020, a los 76 años.